# Caradrina nadir
Caradrina nadir là một loài bướm đêm trong họ Noctuidae.